# James Peachey (1er baron Selsey)
James Peachey, 1er baron Selsey (8 mars 1723 - 1er février 1808), baronnet entre 1765 et 1794, est un homme politique britannique et un courtisan.

## Biographie
Il est un fils cadet de John Peachey (2e baronnet). En 1765, il succède à son frère aîné comme 4e baronnet.
Il est élu au Parlement pour Seaford en 1755, poste qu'il occupe jusqu'en 1768. En 1760, il est nommé valet de la chambre à coucher de George III, poste qu'il occupe jusqu'en 1791, date à laquelle il est nommé maître des tuniques, poste qu'il occupe jusqu'à sa mort. Trois ans plus tard, il est élevé à la pairie sous le nom de baron Selsey, de Selsey, dans le comté de Sussex.
Il meurt en 1808 à l'âge de 84 ans. Lord Selsey épouse Georgiana Caroline Scott, fille de Henry Scott (1er comte de Deloraine), en 1747. Son fils, John Peachey (2e baron Selsey), lui succède dans ses titres. Lady Selsey est décédée à Berkeley Square, à Londres, en octobre 1809, à l'âge de 82 ans.